# 潘高绵鳚
潘高绵鳚，為輻鰭魚綱鱸形目绵鳚亞目绵鳚科的其中一種，分布於西南大西洋阿根廷的火地島及福克蘭群島海域，屬底棲性魚類，體長可達10.9公分。